# Regierung Haughey IV
Die Regierung Haughey IV war die 21. Regierung der Republik Irland; sie amtierte vom 12. Juli 1989 bis zum 11. Februar 1992.
Am 25. Mai 1989 beantragte Taoiseach (Ministerpräsident) Charles Haughey die Auflösung des Parlaments. Bei den Parlamentswahlen am 15. Juni 1989 verlor die regierende Fianna Fáil (FF) 4 Mandate und verfügte nur noch über 77 der 166 Sitze im Parlament.
Bei der ersten Sitzung des Dáil Éireann (Unterhaus des irischen Parlaments) am 29. Juni 1989 erreichte keiner der drei Kandidaten eine Mehrheit. Nachdem sich Finna Fáil und die Progressive Democrats (PD) auf eine Koalition geeinigt hatten, wurde Charles Haughey am 12. Juli 1989 mit 84 zu 79 Stimmen zum Taoiseach gewählt. Die Minister wurden in derselben Sitzung gewählt und am selben Tag vom Staatspräsidenten ernannt. Die Staatsminister wurden am 19. Juli ernannt.
Regierungschef Haughey, der in eine Abhöraffäre verwickelt war, erklärte auf Druck des Koalitionspartners am 11. Februar 1992 seinen Rücktritt. Zu seinem Nachfolger wurde Albert Reynolds (FF) gewählt, der die Koalition von Fianna Fáil und Progressive Democrats fortsetzte.

## Zusammensetzung
| Minister                                                               | Minister                        | Minister | Minister           | Minister | Minister          |
| Amt                                                                    | Name                            | Partei   | Amtszeit           | Amtszeit | Amtszeit          |
| ---------------------------------------------------------------------- | ------------------------------- | -------- | ------------------ | -------- | ----------------- |
| Taoiseach (Ministerpräsident) Minister für die Gaeltacht               | Charles Haughey                 | FF       | 12. Juli 1989      | –        | 11. Februar 1992  |
| Tánaiste (Vizeministerpräsident)                                       | Brian Lenihan                   | FF       | 12. Juli 1989      | –        | 31. Oktober 1990  |
| Tánaiste (Vizeministerpräsident)                                       | John P. Wilson                  | FF       | 13. November 1990  | –        | 11. Februar 1992  |
| Minister für Meeresangelegenheiten                                     | John P. Wilson                  | FF       | 12. Juli 1989      | –        | 11. Februar 1992  |
| Verteidigungsminister                                                  | Brian Lenihan                   | FF       | 12. Juli 1989      | –        | 31. Oktober 1990  |
| Verteidigungsminister                                                  | Charles Haughey (kommissarisch) | FF       | 1. November 1990   | –        | 05. Februar 1991  |
| Verteidigungsminister                                                  | Brendan Daly                    | FF       | 5. Februar 1991    | –        | 14. November 1991 |
| Verteidigungsminister                                                  | Vincent Brady                   | FF       | 14. November 1991  | –        | 11. Februar 1992  |
| Finanzminister                                                         | Albert Reynolds                 | FF       | 12. Juli 1989      | –        | 07. November 1991 |
| Finanzminister                                                         | Charles Haughey (kommissarisch) | FF       | 8. November 1991   | –        | 14. November 1991 |
| Finanzminister                                                         | Bertie Ahern                    | FF       | 14. November 1991  | –        | 11. Februar 1992  |
| Arbeitsminister                                                        | Bertie Ahern                    | FF       | 12. Juli 1989      | –        | 14. November 1991 |
| Arbeitsminister                                                        | Michael O’Kennedy               | FF       | 14. November 1991  | –        | 11. Februar 1992  |
| Minister für Landwirtschaft und Ernährung                              | Michael O’Kennedy               | FF       | 12. Juli 1989      | –        | 14. November 1991 |
| Minister für Landwirtschaft und Ernährung                              | Michael Woods                   | FF       | 14. November 1991  | –        | 11. Februar 1992  |
| Sozialminister                                                         | Michael Woods                   | FF       | 12. Juli 1989      | –        | 14. November 1991 |
| Sozialminister                                                         | Brendan Daly                    | FF       | 14. November 1991  | –        | 11. Februar 1992  |
| Außenminister                                                          | Gerard Collins                  | FF       | 12. Juli 1989      | –        | 11. Februar 1992  |
| Umweltminister                                                         | Pádraig Flynn                   | FF       | 12. Juli 1989      | –        | 08. November 1991 |
| Umweltminister                                                         | John P. Wilson                  | FF       | 9. November 1991   | –        | 14. November 1991 |
| Umweltminister                                                         | Rory O’Hanlon                   | FF       | 14. November 1991  | –        | 11. Februar 1992  |
| Gesundheitsminister/-in                                                | Rory O’Hanlon                   | FF       | 12. Juli 1989      | –        | 14. November 1991 |
| Gesundheitsminister/-in                                                | Mary O’Rourke                   | FF       | 14. November 1991  | –        | 11. Februar 1992  |
| Bildungsminister/-in                                                   | Mary O’Rourke                   | FF       | 12. Juli 1989      | –        | 14. November 1991 |
| Bildungsminister/-in                                                   | Noel Davern                     | FF       | 14. November 1991  | –        | 11. Februar 1992  |
| Minister für Industrie und Gewerbe                                     | Desmond O’Malley                | PD       | 12. Juli 1989      | –        | 11. Februar 1992  |
| Energieminister                                                        | Robert Molloy                   | PD       | 12. Juli 1989      | –        | 11. Februar 1992  |
| Justizminister                                                         | Ray Burke                       | FF       | 12. Juli 1989      | –        | 11. Februar 1992  |
| Kommunikationsminister                                                 | Ray Burke                       | FF       | 12. Juli 1989      | –        | 06. Februar 1991  |
| Minister für Tourismus und Verkehr                                     | Séamus Brennan                  | FF       | 12. Juli 1989      | –        | 06. Februar 1991  |
| Minister für Tourismus, Verkehr und Kommunikation                      | Séamus Brennan                  | FF       | 6. Februar 1991    | –        | 11. Februar 1992  |
| Staatsminister                                                         |                                 |          |                    |          |                   |
| Amt                                                                    | Name                            | Partei   | Amtszeit           | Amtszeit | Amtszeit          |
| Staatsminister/-in beim Taoiseach                                      | Vincent Brady                   | FF       | 12. Juli 1989      | –        | 14. November 1991 |
| Staatsminister/-in beim Taoiseach                                      | Máire Geoghegan-Quinn           | FF       | 19. Juli 1989      | –        | 15. November 1991 |
| Staatsminister/-in beim Taoiseach                                      | Brendan Daly                    | FF       | 19. Juli 1989      | –        | 05. Februar 1991  |
| Staatsminister/-in beim Taoiseach                                      | Michael P. Kitt                 | FF       | 15. November 1991  | –        | 11. Februar 1992  |
| Staatsminister/-in beim Taoiseach                                      | Dermot Ahern                    | FF       | 15. November 1991  | –        | 11. Februar 1992  |
| Staatsminister im Finanzministerium                                    | Brendan Daly                    | FF       | 19. Juli 1989      | –        | 05. Februar 1991  |
| Staatsminister im Finanzministerium                                    | Vincent Brady                   | FF       | 6. Februar 1991    | –        | 14. November 1991 |
| Staatsminister im Finanzministerium                                    | John O’Donoghue                 | FF       | 15. November 1991  | –        | 11. Februar 1992  |
| Staatsminister im Verteidigungsministerium                             | Vincent Brady                   | FF       | 12. Juli 1989      | –        | 14. November 1991 |
| Staatsminister im Verteidigungsministerium                             | Dermot Ahern                    | FF       | 15. November 1991  | –        | 11. Februar 1992  |
| Staatsminister im Justizministerium                                    | Noel Treacy                     | FF       | 6. Februar 1991    | –        | 15. November 1991 |
| Staatsminister im Gesundheitsministerium                               | Noel Treacy                     | FF       | 19. Juli 1989      | –        | 06. Februar 1991  |
| Staatsminister im Gesundheitsministerium                               | Chris Flood                     | FF       | 6. Februar 1991    | –        | 11. Februar 1992  |
| Staatsminister im Außenministerium                                     | Seán Calleary                   | FF       | 19. Juli 1989      | –        | 11. Februar 1992  |
| Staatsminister im Ministerium für Industrie und Gewerbe                | Michael Smith                   | FF       | 19. Juli 1989      | –        | 15. November 1991 |
| Staatsminister im Ministerium für Industrie und Gewerbe                | Terry Leyden                    | FF       | 19. Juli 1989      | –        | 11. Februar 1992  |
| Staatsminister im Ministerium für Tourismus und Verkehr                | Denis Lyons                     | FF       | 19. Juli 1989      | –        | 06. Februar 1991  |
| Staatsminister im Ministerium für Tourismus und Verkehr                | Frank Fahey                     | FF       | 26. September 1989 | –        | 06. Februar 1991  |
| Staatsminister im Ministerium für Tourismus, Verkehr und Kommunikation | Denis Lyons                     | FF       | 6. Februar 1991    | –        | 11. Februar 1992  |
| Staatsminister im Ministerium für Tourismus, Verkehr und Kommunikation | Frank Fahey                     | FF       | 6. Februar 1991    | –        | 11. Februar 1992  |
| Staatsminister/-in im Umweltministerium                                | Ger Connolly                    | FF       | 19. Juli 1989      | –        | 11. Februar 1992  |
| Staatsminister/-in im Umweltministerium                                | Mary Harney                     | PD       | 19. Juli 1989      | –        | 11. Februar 1992  |
| Staatsminister im Ministerium für Landwirtschaft und Ernährung         | Joe Walsh                       | FF       | 19. Juli 1989      | –        | 11. Februar 1992  |
| Staatsminister im Ministerium für Landwirtschaft und Ernährung         | Séamus Kirk                     | FF       | 19. Juli 1989      | –        | 11. Februar 1992  |
| Staatsminister im Ministerium für Meeresangelegenheiten                | Michael J. Noonan               | FF       | 19. Juli 1989      | –        | 11. Februar 1992  |
| Staatsminister im Bildungsministerium                                  | Frank Fahey                     | FF       | 19. Juli 1989      | –        | 11. Februar 1992  |
| Staatsminister im Ministerium für die Gaeltacht                        | Pat Gallagher                   | FF       | 19. Juli 1989      | –        | 11. Februar 1992  |

## Umbesetzungen und Umbenennungen
Nachdem Verteidigungsminister und Tánaiste Brian Lenihan, der für das Amt des Staatspräsidenten kandidierte, die Unwahrheit über ein Telefonat mit dem amtierenden Präsidenten gesagt hatte, forderten die Progressive Democrats dessen Rücktritt. Da Lenihan sich weigerte zurückzutreten, entließ ihn der Staatspräsident am 31. Oktober 1990 auf Antrag des Regierungschefs. Als Tánaiste folgte der Minister für Meeresangelegenheiten, John P. Wilson, das Verteidigungsministerium übernahm Charles Haughey. Am 5. Februar 1991 wurde Staatsminister Brendan Daly zum neuen Verteidigungsminister gewählt.
Das Ministerium für Tourismus und Verkehr wurde am 6. Februar 1991 in Ministerium für Tourismus, Verkehr und Kommunikation umbenannt, das Kommunikationsministerium wurde aufgelöst.
Am 7. November 1991 wurde Finanzminister Albert Reynolds entlassen, am Folgetag wurde Umweltminister Pádraig Flynn entlassen. Daraufhin kam es am 14. November zu einer umfangreichen Umbildung des Kabinetts.